# Marcei
Marcei – miejscowość i dawna gmina we Francji, w regionie Normandia, w departamencie Orne. W 2008 roku liczba ludności wynosiła 206 mieszkańców. 
W dniu 1 stycznia 2015 roku z połączenia czterech ówczesnych gmin – Marcei, Saint-Christophe-le-Jajolet, Saint-Loyer-des-Champs oraz Vrigny – utworzono nową gminę Boischampré. Siedzibą gminy została miejscowość Saint-Christophe-le-Jajolet. 